# Aupark (Bratislava)
Aupark je obchodně-zábavní centrum v Bratislavě, na sídlišti Petržalka. Jedná se o jedno z nejvýznamnějších center tohoto typu v Bratislavě.
Bylo postaveno mezi lety 2000-2001 vedle sadu Janka Kráľa mezi novým a starým mostem. V letech 2006-2008 se celé centrum rozšířilo o část komplexu s názvem Aupark Tower (kancelářské prostory) a také o parkovací plochy. Další přístavba byla realizována 2023-2024. Celková velikost pronajímatelných ploch tvoří téměř 66 tisíc metrů čtverečních.
V červnu 2005 byl v Auparku otevřen první bratislavský aquapark s rozlohou 4 600 metrů čtverečních; umístěn byl na střeše a ve druhém patře komplexu. Fungoval ovšem pouze dva roky.